# الشطيفية
الشطيفية هي إحدى القرى التابعة لمحافظة أحد المسارحة بمنطقة جازان جنوب غرب السعودية.

## الموقع
تقع غرب المحافظة، يحدها من الشرق قرية جحا ومن الغرب قرية المنصورية، وجنوباً وادي خلب وشمالاً قرية المجامة.
مساحتها 100400م2.

## نبذة
قرية الشطيفية من القرى التي يسكنها قبيلة آل الكريري من قبائل مسروح بن عامر القحطانية بمحافظة أحد المسارحة وشيخهم إبراهيم الكريري خلفاً لشيخها السابق يحيى بن حسن الكريري، ويحدها شرقاً قرية جحا وهي مجاورة لها تماماًوتعتبر من أعرق القرى في المنطقة عامةً وواحدة من القرى الرئيسية التي يسكن بها أيضاً فخوذ من قبيلة آل الكريري، وقد عرفت الشطيفية بأرضها الخصبة ويشتغل أهلها بالزراعة، ولا يزال الكثير من أفراد القبيلة الذين يسكنون قرية الشطيفية يشتغلون بالزراعة إلى الوقت الحاضر.، تبعد 11 كم غرب مدينة أحد المسارحة.

## انظر ايضاً
- أحد المسارحة
- أبو عريش

## وصلات خارجية
- بلدية محافظة أبو عريش
- حصر الخدمات بالمدن والقرى بمنطقة جازان
- دليل الخدمات بمنطقة جازان